# Cyril Guy Nègre

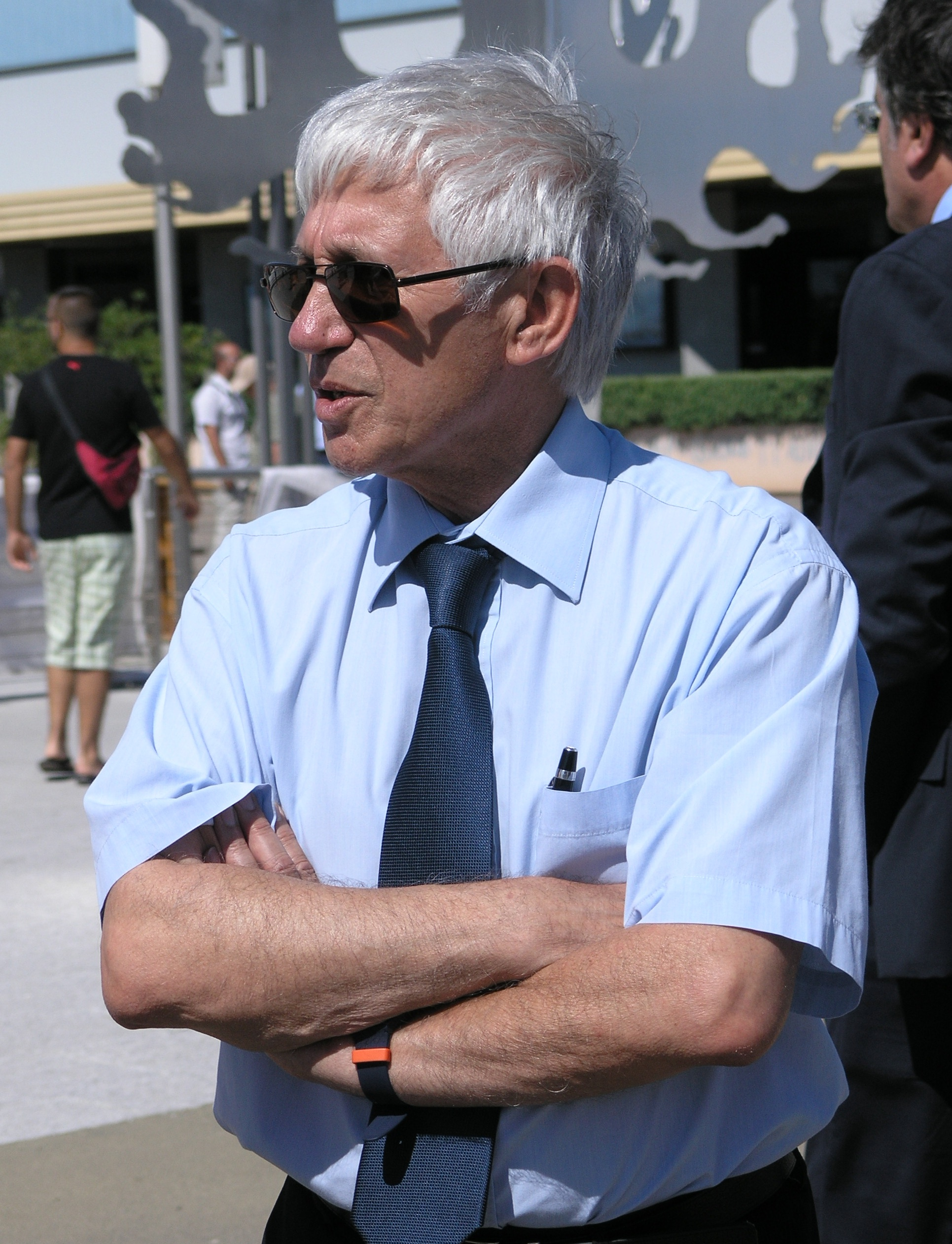
L'ing Cyril Guy Négre a Cagliari, il 13 luglio 2012, per la conferenza sull'AirPod

Guy Nègre (Narbona, 8 febbraio 1941 – Carros, 24 giugno 2016) è stato un ingegnere francese, progettista di motori per Formula 1.

## Biografia
Originario delle Corbières, i suoi genitori gestivano un negozio di calzature a Béziers e in estate un negozio a Cauterets.
Diplomato in ingegneria motoristica venne assunto dalla casa automobilista francese Renault, dove rimase 5 anni. Si occupo' principalmente dell'aumento di potenza dei motori della R8 Gordini e sulla distribuzione rotativa. Alla fine degli anni ottanta propose un motore di Formula 1 con questa modalità di funzionamento, oltre a motori per aerei leggeri. Nel 2001 presentò al Motorshow di Bologna un'automobile, da lui definita come rivoluzionaria, funzionante con un motore ad aria compressa, costruita interamente in alluminio tubolare, fibra di canapa e resina, leggerissima ed ultraresistente. Il nome commerciale della macchina era Eolo.
Nègre dichiarò che l'automobile era in grado di percorrere 100 km con una spesa di 0,77 euro, poteva raggiungere una velocità di 110 km/h, e funzionare per circa 10 ore consecutive nell'uso urbano. Dallo scarico usciva solo aria, ad una temperatura di circa -20°, che veniva utilizzata d'estate per far funzionare l'impianto di condizionamento.
Sempre secondo le affermazioni del progettista e del produttore, il veicolo avrebbe dovuto rifornirsi, nel giro di qualche ora, con un compressore interno collegato ad una presa della corrente. La vettura, secondo i suoi produttori, avrebbe richiesto poca manutenzione e con un costo relativamente basso.
Anche grazie a queste affermazioni incontrollate, la vettura suscitò un grande scalpore al Motorshow, tanto che il produttore fu subissato di richieste di prenotazione. La produzione doveva partire all'inizio del 2002, ma dopo la presentazione non si ebbero più notizie del progetto.
Il progettista di questo motore rivoluzionario non ha mai risposto sulle ragioni degli enormi ritardi del progetto. I 90 dipendenti assunti in Italia dallo stabilimento produttivo sono stati collocati in cassa integrazione, senza aver mai costruito neanche un'auto.
I dirigenti di Eolo Auto Italia, di anno in anno, rimandano l'inizio della produzione a data da destinarsi. Nel 2005 hanno dovuto licenziare i dipendenti e hanno fatto causa alla Moteur Developpement International (MDI), la società di Nègre.
Nègre, nel 2007, ha stretto un accordo industriale con la società indiana Tata Group, primo gruppo automobilistico indiano. Il progetto sviluppato con la Tata prevede la realizzazione di un'economica citycar. L'auto dichiara una velocità massima di 50 km/h e un'autonomia massima di 200 km. Secondo il progetto, l'auto sarà dotata anche di un motore a scoppio per il raggiungimento di velocità fino a 100 km/h. Per permettere all'automobile prestazioni decorose, il progetto prevede l'utilizzo di una struttura quasi totalmente in fibra di vetro, un materiale economico e leggero ma anche molto fragile. Questa scelta pone seri dubbi sul fatto che, vista la fragilità strutturale della scocca, l'automobile possa superare i test di sicurezza europei. La Tata Group prevedeva la messa in vendita dei primi esemplari nel 2008.
A marzo 2009, MDI presenta al salone di Ginevra una nuova versione dell'auto ad aria compressa, chiamata AirPod. Il Guardian recensisce l'auto, che viene provata dal giornalista autore della recensione stessa. Nel corso del mese di giugno dello stesso anno, infine, viene annunciata l'adozione dell'AirPod come veicolo di servizio dell'aeroporto di Amsterdam.